# Дорогая Умрао
«Дорога́я Умра́о» (урду امراؤ جان‎, хинди उमराव जान, англ. Umrao Jaan) — художественный кинофильм, снятый в Индии в 1981 году, в оригинале на языке урду. Экранизация романа Мирзы Мухаммада Хади Русвы «Танцовщица» (1899), сюжет которого основан на реальных событиях из жизни известной индийской поэтессы и танцовщицы XIX века Умрао-Джан-Ада.

## Сюжет
Индия, XIX век. Фильм начинается с того, что в 1840 году в буржуазной мусульманской семье в Файзабаде идёт подготовка к традиционной свадьбе 12-летней девочки по имени Амиран. Сосед Дилавар-Хан, который провёл некоторое время в тюрьме в результате показаний отца Амиран, похищает девочку и продаёт в публичный дом в Лакхнау. Амиран попыталась сбежать, но её обманом вернули назад и наказали.
В городе Лакхнау, в котором в то время сохранялись древние культурные традиции, Амиран обучили искусству быть таваиф (куртизанкой), пению, танцам, стихосложению, и назвали новым именем — Умрао. Спустя несколько лет Умрао выросла красивой и образованной девушкой с благородной душой. Насладиться искусством Умрао приходило множество людей, за право провести с ней время дорого платили, поэтому её прозвали «дорогая Умрао».
Однажды Умрао влюбляется в молодого человека из высшего общества по имени Наваб Султан, и эта любовь меняет её жизнь. Молодые люди некоторое время счастливо живут вдвоём, но Наваб Султан должен жениться на другой девушке по выбору своей семьи. Наваб Султан приглашает Умрао танцевать на его свадьбе. Умрао соглашается, но её сердце разбито.
Жизнь дарит Умрао встречу с Гаухаром Мирзой, который вскоре погибает. Умрао знакомится с лихим атаманом разбойников Фаизом Али и бежит с ним в надежде выйти за него замуж и оставить профессию куртизанки и Лакхнау в прошлом. Но Фаиза Али арестовывает полиция и отправляет в тюрьму.
Вскоре в результате нападения британских войск на Лакхнау Умрао с некоторыми другими людьми вынуждена спасаться бегством. Жители одной из деревень, узнав, что она — куртизанка, просят её спеть и станцевать. Умрао соглашается ненадолго остаться и танцевать. Она узнаёт места, в которых жила с семьёй в детстве. Местные жители рассказывают Умрао, что её отец давно умер. Умрао встречается со своими матерью и братом, которые считали её умершей. Её мама была бы рада принять дочь обратно в семью, но брат запрещает, потому что профессией куртизанки Умрао запятнала себя. Брат прогоняет Умрао из дома, сказав, что предпочёл бы видеть её мёртвой.
В конце фильма Умрао-Джан-Ада возвращается в разграбленный Лакхнау и опустевший публичный дом, потому что у неё ничего в жизни не осталось, кроме профессии куртизанки и поэзии, и хочет одиночества и покоя.

## В ролях
| Актёр              | Роль                                             |
| ------------------ | ------------------------------------------------ |
| Рекха              | Амиран / Умрао (таваиф (куртизанка))             |
| Фарукх Шейх        | Наваб Султан                                     |
| Насируддин Шах     | Гаухар Мирза                                     |
| Радж Баббар        | Фаиз Али                                         |
| Дина Патхак        | Хуссаини (владелица публичного дома в Лакхнау)   |
| Шаукат Каифи       | Ханум-Джан (владелица публичного дома в Лакхнау) |
| Према Нараян       | Бисмиллах (куртизанка, подруга Умрао)            |
| Гаджанан Джагирдар | Маулви-сахиб (учитель Умрао)                     |
| Сатиш Шах          | Дилавар-Хан (похититель Амиран)                  |
| Рита Рани Коул     | Рам Деи (подруга Амиран)                         |
| Мукри              | Парнан Азиз                                      |
| Умме Фарва         | Амиран в детстве                                 |
| Сима Сатхью        | Амиран в детстве                                 |

## Саундтрек
| №   | Название                   | Исполнители                          | Длительность |
| --- | -------------------------- | ------------------------------------ | ------------ |
| 1.  | «Dil Cheez Kya Hai»        | Аша Бхосле                           | 6:06         |
| 2.  | «In Aankhon Ki Masti»      | Аша Бхосле                           | 5:42         |
| 3.  | «Jab Bhi Milti Hai»        | Аша Бхосле                           | 1:28         |
| 4.  | «Jhoola Kinne Dala»        | Гулам Мустафа Хан, Шахида Хан Низами | 2:31         |
| 5.  | «Justuju Jiski Thi»        | Аша Бхосле                           | 4:37         |
| 6.  | «Kahe Ko Byahi Bides»      | Джагджит Каур                        | 4:52         |
| 7.  | «Raagmala»                 | Мустафа Хан, Руна Прасад, Шахида Хан | 5:22         |
| 8.  | «Yeh Kya Jagah Hai Doston» | Аша Бхосле                           | 6:07         |
| 9.  | «Zindagi Jab Bhi»          | Талат Азиз                           | 4:51         |
| 10. | «Pratham Dhar Dhyan»       | Гулам Мустафа Хан                    |              |

## Награды и номинации
Национальная кинопремия Индии
- Лучшая женская роль — Рекха
- Лучшая закадровая певица — Аша Бхосле
- Лучшая музыка к песням — Хайям
- Лучший художник-постановщик — Манзур[2]

Filmfare Awards
- Лучшая режиссура — Музаффар Али[3]
- Лучшая музыка к песням — Хайям[3]
- Номинация «Лучшая женская роль» — Рекха